# تشارلز برينارد تايلور مور
تشارلز برينارد تايلور مور (بالإنجليزية: Charles Brainard Taylor Moore)‏ هو ضابط أمريكي، ولد في 1853 في ديكادور في الولايات المتحدة، وتوفي في 4 أبريل 1923 في فيلادلفيا في الولايات المتحدة.